# Młodzież Nowej Europy
Młodzież Nowej Europy (fr. Jeunes pour l’Europe nouvelle, JEN, niem. Jugendliche für das neue Europa) – francuska kolaboracyjna organizacja młodzieżowa podczas II wojny światowej.
Organizacja powstała w maju 1941 r. Na jej czele stanęli Marc Augier i Jacques Schweizer. Tworzenie struktur organizacyjnych trwało do czerwca 1942 r. Objęły one zarówno okupowaną, jak też nieokupowaną część Francji. JEN była sponsorowana przez Grupę „Collaboration” kierowaną przez Alphonse’a de Châteaubrianta. Była zorganizowana na wzór wojskowy, a jej członkowie byli umundurowani. W jej skład wchodziły też bojówki, które ochraniały spotkania oraz oddziały kadetów dla dzieci w wieku 11–14 lat, a także kobiecy oddział pomocniczy. W szczytowym okresie rozwoju w 1943 r. organizacja liczyła ok. 4 tys. członków. Część z nich wstąpiła do francuskich oddziałów Waffen-SS i Narodowosocjalistycznego Korpusu Motorowego (NSSK). Opowiadano się za integracją Europy pod niemieckim panowaniem.